# Phimeanakas
  Le Phiméanakas ("char céleste" en khmer, d'origine sanskrite) est le temple royal hindouiste dans l'enceinte du palais royal de l'ancienne ville d'Angkor Thom sur le site d'Angkor.
Il a été bâti par Yasovarman Ier ou sous le règne de  Rājendravarman II (entre 941-968). Lors de l'édification de son palais royal (vers 1040) Sūryavarman Ier fit édifier  la tour centrale, en grès, qui lui servait probablement de temple particulier. 
Il fut appelé la « Tour d'or » par Zhou Daguan (Tchéou Ta-Kouan).
De ce temple d'environ 35 m sur  28 m à la base restent les trois premiers étages massifs, construits en  blocs de latérite, sobrement décorés de lions et d'éléphants à chaque coin. Des escaliers extrêmement raides mènent à une terrasse supérieure de 30 m par 23 m d'où la vue est superbe sur le Baphûon voisin.

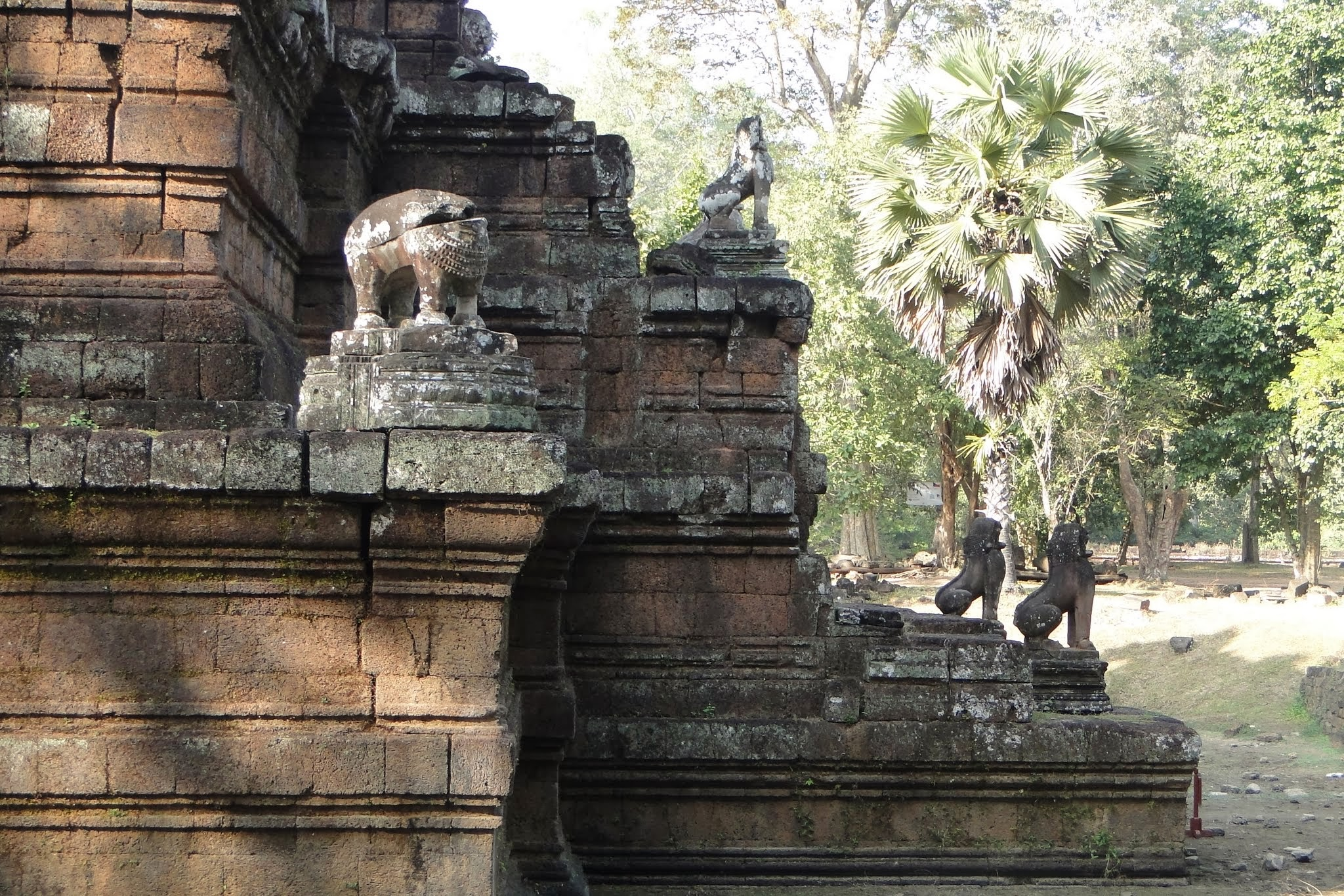
Phimeanakas. Sculpture

Les niveaux supérieurs, élevés sur un plan cruciforme, sont en grande partie effondrés. Il faut y noter les restes d'une galerie couverte qui courait sur tout le périmètre, une première à Angkor.

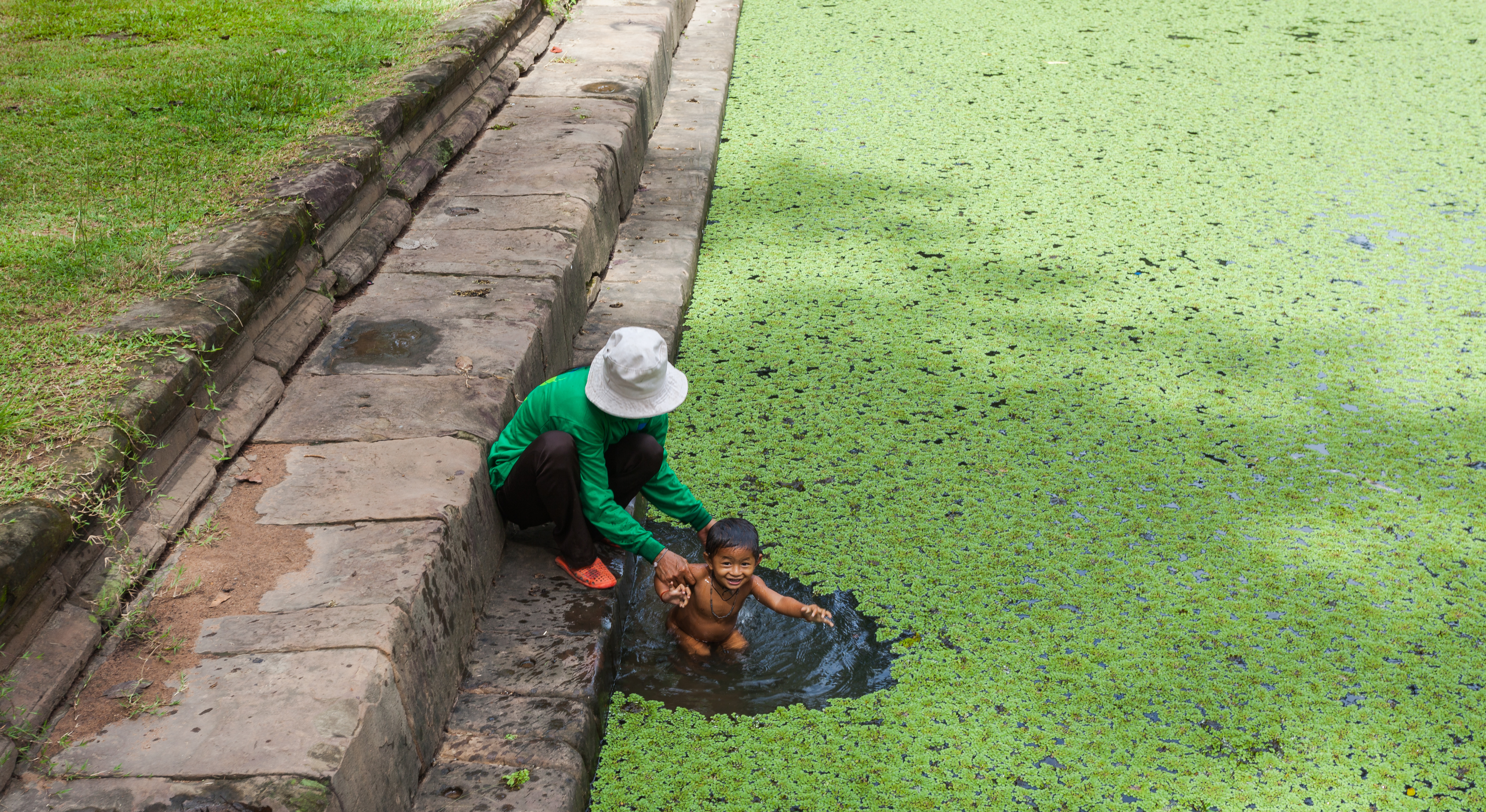
Le Sras Srei

Il est actuellement en mauvais état. 
Le temple était la demeure du roi où, dit-on, il s'unissait avec une déesse protectrice qui abandonnait la nuit son corps de serpent pour celui d'une belle jeune femme.

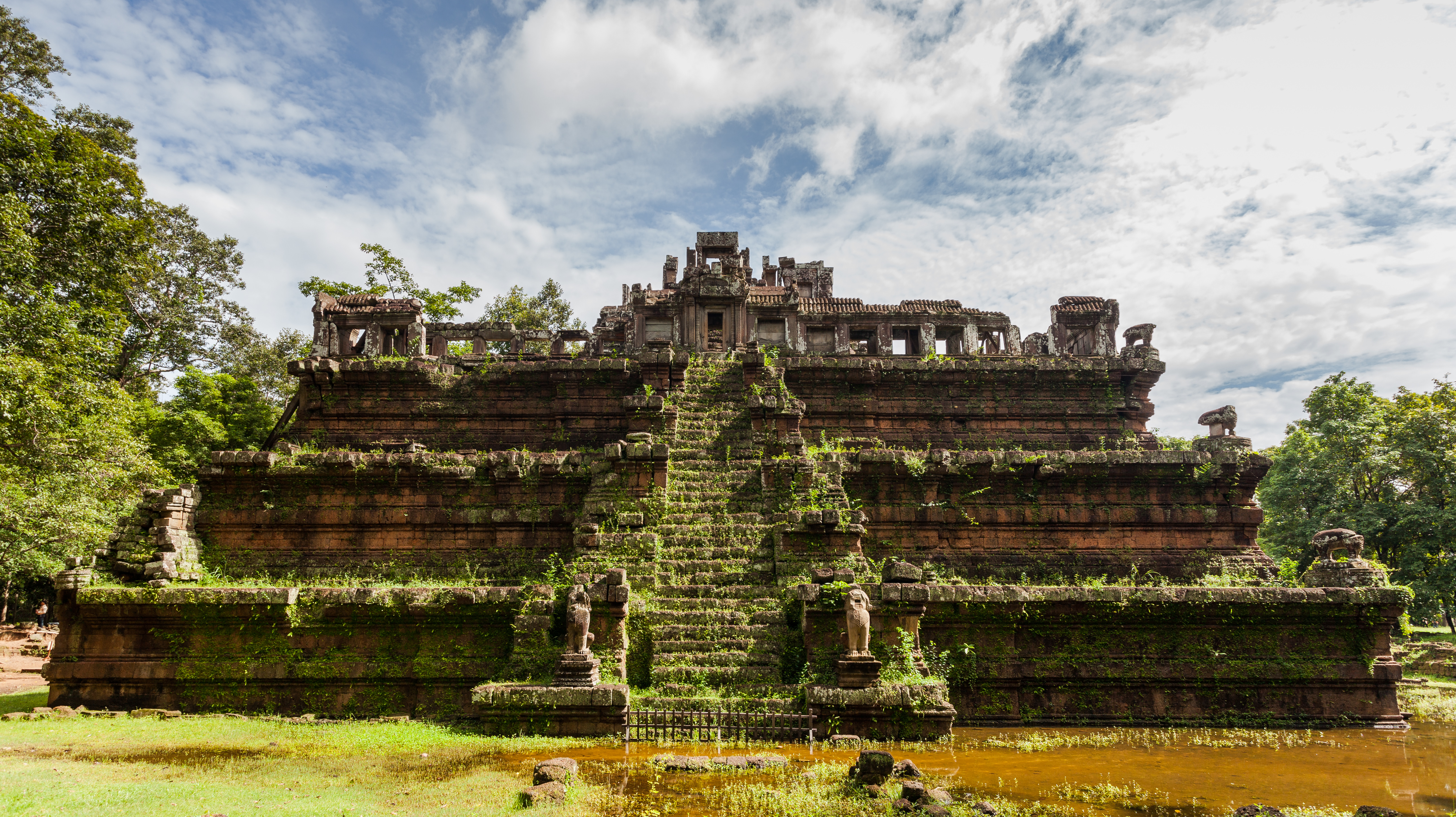
Vue frontale

Au Nord du temple, à quelques dizaines de mètres, se trouve le Sras Srei, un bassin rectangulaire vraisemblablement utilisé par les rois pour des ablutions rituelles et peut-être des spectacles nautiques. Une inscription suggère qu'il était réservé aux hommes, un autre bassin plus petit situé à l'Est du Sras Srei, étant destiné aux épouses, concubines et personnages féminins de la cour royale.